# Рудник Аксай
Рудник Аксай – гірничодобувне підприємство на півдні Казахстану, призначене для видобутку фосфоритів однойменного родовища Каратауського фосфоритоносного басейну.
В 1958 році на родовищі Аксай почалось будівництво кар’єру, з якого вже в 1959-му отримали першу руду. В 1962-му у складі рудника ввели в дію дробильно-сортувальну фабрику.
На тлі вичерпання запасів, придатних для відкритого видобутку, в 1987-му ввели в дію шахту Аксай. 
Станом на середину 2010-х річний видобуток з шахти становив менше 200 тисяч тон, при цьому в першій половині 2020-х анонсували план його збільшення до 300 тисяч тон із веденням гірничих робіт до 2042 року. Зазначений план передбачає залучення до розробки лише одного горизонту із підсумковою вибіркою 5,5 млн тон руди. Оскільки балансові запаси шахти Аксай станом на початок 2023 року становлять 112 млн тон, існує можливість перегляду плану розробки. 
Пуста порода, отримана під час шахтної розробки, складується у відпрацьованому просторі кар’єру Східний.
Наразі рудник належить Гірничо-переробному комплексу Чулактау концерну «Казфосфат».